# Liste des gouverneurs généraux du Congo belge

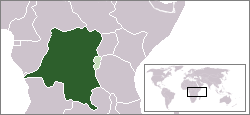
Le Congo belge (vert foncé) et le Ruanda-Urundi (vert clair), 1935.

Liste des administrateurs puis des vice-gouverneurs généraux de l'État indépendant du Congo et des gouverneurs généraux du Congo belge (aujourd'hui République démocratique du Congo).

## Association internationale du Congo
L'Association internationale du Congo (AIC) est créée le 17 novembre 1879 par Léopold II, roi des Belges, à partir du Comité d'études du Haut-Congo. Elle est dissoute en 1885 et ses structures sont reprises par l'État indépendant du Congo.
L'association est présidée par le Colonel Maximilien Strauch. Francis Walter de Winton en est le premier administrateur général du 22 avril 1884 au premier juillet 1885.
Avant la création de cette association, l'autorité est exercée sur le territoire du Congo jusqu'en avril 1884 par l'explorateur et chef d'expédition Henry Morton Stanley.
| Portrait | Nom (Date de naissance)              | Fonction               | Durée du mandat | Durée du mandat  | Notes |
| Portrait | Nom (Date de naissance)              | Fonction               | Début du mandat | Fin du mandat    | Notes |
| -------- | ------------------------------------ | ---------------------- | --------------- | ---------------- | ----- |
|          | Francis Walter de Winton (1835–1901) | Administrateur général | 22 avril 1884   | 1er juillet 1885 |       |

## État indépendant du Conge

### Administrateurs généraux / Gouverneurs généraux
| Portrait           | Nom (Date de naissance)              | Fonction               | Durée du mandat  | Durée du mandat  | Notes |
| Portrait           | Nom (Date de naissance)              | Fonction               | Début du mandat  | Fin du mandat    | Notes |
| ------------------ | ------------------------------------ | ---------------------- | ---------------- | ---------------- | ----- |
|                    | Francis Walter de Winton (1835–1901) | Administrateur général | 1er juillet 1885 | avril 1886       |       |
|                    | Camille Janssen (1837–1926)          | Administrateur général | avril 1886       | 17 avril 1887    |       |
| Gouverneur général | Camille Janssen (1837–1926)          | 17 avril 1887          | 1er juillet 1892 | [ 2 ]            |       |
|                    | Théophile Wahis (1844–1921)          | Gouverneur général     | 1er juillet 1892 | 15 novembre 1908 |       |

### Vice-gouverneurs généraux
| Portrait                | Nom (Date de naissance)                | Fonction                      | Durée du mandat   | Durée du mandat   | Notes |
| Portrait                | Nom (Date de naissance)                | Fonction                      | Début du mandat   | Fin du mandat     | Notes |
| ----------------------- | -------------------------------------- | ----------------------------- | ----------------- | ----------------- | ----- |
|                         | Camille Janssen (1837–1926)            | Vice-administrateur général   | 25 septembre 1885 | avril 1886        |       |
|                         | Herman Ledeganck (1841–1908)           | Vice-gouverneur général       | 31 janvier 1888   | janvier 1889      | [ 3 ] |
|                         | Henri Gondry (1845–1889)               | Vice-gouverneur intérimaire   | janvier 1889      | 18 mai 1889       | [ 4 ] |
|                         | Camille Coquilhat (1853–1891)          | Vice-gouverneur général       | 1890              | 24 mars 1891      | [ 5 ] |
|                         | Théophile Wahis (1844–1921)            | Vice-gouverneur général       | 15 avril 1891     | 1er juillet 1892  | [ 6 ] |
|                         | Francis Dhanis (1861–1909)             | Vice-gouverneur général       | 4 septembre 1896  | 1897              |       |
|                         | Émile Wangermée (1855–1924)            | Vice-gouverneur général       | 11 avril 1897     | 1er décembre 1897 |       |
|                         | Alphonse Van Gele (1848–1939)          | Vice-gouverneur général       | 1er décembre 1897 | 10 janvier 1899   |       |
|                         | Paul Costermans (1860–1905)            | Vice-gouverneur général       | janvier 1904      | mars 1905         |       |
|                         | Félix Fuchs (1858–1928)                | Gouverneur général ad interim | 25 décembre 1902  | 4 mars 1904       |       |
| Vice-gouverneur général | Félix Fuchs (1858–1928)                | 1907                          | 1908              |                   |       |
|                         | Albert Lantonnois van Rode (1852–1934) | Vice-gouverneur général       | mai 1905          | 1906/7            |       |

## Congo belge
| Portrait | Nom (Date de naissance)             | Fonction           | Durée du mandat   | Durée du mandat   | Notes |
| Portrait | Nom (Date de naissance)             | Fonction           | Début de mandat   | Fin de mandat     | Notes |
| -------- | ----------------------------------- | ------------------ | ----------------- | ----------------- | ----- |
|          | Théophile Wahis (1844–1921)         | Gouverneur général | 15 novembre 1908  | 20 mai 1912       |       |
|          | Félix Fuchs (1858–1928)             | Gouverneur général | 20 mai 1912       | 5 janvier 1916    |       |
|          | Eugène Henry (1862–1930)            | Gouverneur général | 5 janvier 1916    | 30 janvier 1921   |       |
|          | Maurice Auguste Lippens (1875–1956) | Gouverneur général | 30 janvier 1921   | 24 janvier 1923   |       |
|          | Martin Rutten (1876–1944)           | Gouverneur général | 24 janvier 1923   | 27 décembre 1927  |       |
|          | Auguste Tilkens (1869–1949)         | Gouverneur général | 27 décembre 1927  | 14 septembre 1934 |       |
|          | Pierre Ryckmans (1891–1959)         | Gouverneur général | 14 septembre 1934 | 31 décembre 1946  |       |
|          | Eugène Jungers (1888–1958)          | Gouverneur général | 31 décembre 1946  | 1er janvier 1952  |       |
|          | Léon Pétillon (1903–1996)           | Gouverneur général | 1er janvier 1952  | 12 juillet 1958   |       |
|          | Henry Cornelis (1910–1999)          | Gouverneur général | 12 juillet 1958   | 30 juin 1960      |       |

Le 1er juillet 1960, le Congo belge devient indépendant et est aujourd'hui dénommé République démocratique du Congo.